# Брух, Макс
Макс Христиан Фридрих Брух (нем. Max Christian Friedrich Bruch; 6 января 1838, Кёльн — 2 октября 1920, Фриденау (Берлин) — немецкий композитор и дирижёр.

## Биография
Родился в Кёльне в немецкой католической семье. Его отец Август Карл Фридрих Брух (1799—1861) был заместителем начальника городской полиции, мать Вильгельмина Брух (урождённая Альменредер, 1799—1867), певица, стала первой учительницей сына. Свою первую песню Брух сочинил в девятилетнем возрасте в подарок матери на день рожденья и в дальнейшем увлечённо занимался композицией, подростком сочинил множество мелких пьес и оркестровый пролог к ненаписанной опере «Жанна д’Арк» (по большей части плоды юношеского творчества Бруха не сохранились). Позднее он учился у Фердинанда Хиллера (1853—1857), затем занимался в Лейпциге у Карла Райнеке.
В 1862—1864 гг. Брух работал в Мангейме, здесь он написал оперу «Лорелея» (1863). Вторая редакция кантаты «Фритьоф» (1864) принесла ему первый успех. В 1865—1867 гг. он занимал пост музикдиректора в Кобленце, в 1867—1870 гг. был руководителем придворного оркестра Зондерсхаузена, затем работал в Берлине и Бонне. В 1880—1883 гг. Брух возглавлял оркестр Ливерпульского Королевского филармонического общества — один из ведущих музыкальных коллективов Великобритании. В Ливерпуле он познакомился со своей будущей женой, Кларой Тучек (наполовину еврейкой по происхождению). В браке родилась дочь Маргарете (1882—1963), которая в дальнейшем стала писательницей, и ещё трое детей.
В 1890—1910 гг. Брух преподавал в Берлинской Высшей школе музыки, где его учениками были, в частности, Отторино Респиги, Оскар Штраус и Ральф Воан-Уильямс.
При жизни Бруха определённой популярностью пользовались его масштабные хоровые полотна — «Одиссей» (1872) и «Огненный крест» (нем. Das Feuerkreuz; 1899). Со временем, однако, в фокусе внимания исполнителей и аудитории остались, главным образом, симфонические сочинения Бруха: его скрипичные концерты (особенно первый — Op. 26, 1868, — входящий в стандартный скрипичный репертуар), «Шотландская фантазия» для скрипки с оркестром (Op. 46, 1880), пьеса «Кол нидрей» для виолончели с оркестром (Op. 47, 1881) на тему еврейских литургических мелодий (прежде всего, собственно молитвы Кол нидрей).
Последним произведением Бруха является струнный октет си-бемоль мажор (Op. posth.) для четырёх скрипок, двух альтов, виолончели и контрабаса, завершённый композитором в последние годы жизни и посвящённый скрипачу Вилли Хессу, который в 1936 году уступил права на исполнение пьесы старшему сыну Бруха Максу Феликсу и его жене Гертруде, переписавшей партии для первого исполнения. Премьера октета состоялась 16 июля 1937 года в прямом эфире радиостанции BBC.
В нацистской Германии Брух попал в чёрный список, поскольку нацисты ошибочно полагали, что Брух, автор пьесы «Кол нидрей», был евреем. Его произведения были сняты с репертуара и в послевоенной Германии почти забыты. Интерес к его творчеству возрастает в последнее время. Среди примечательных записей произведений Бруха, помимо основных концертных произведений, — комплект трёх его редко исполняемых симфоний; проект, осуществлённый дирижёром Куртом Мазуром.

## Память

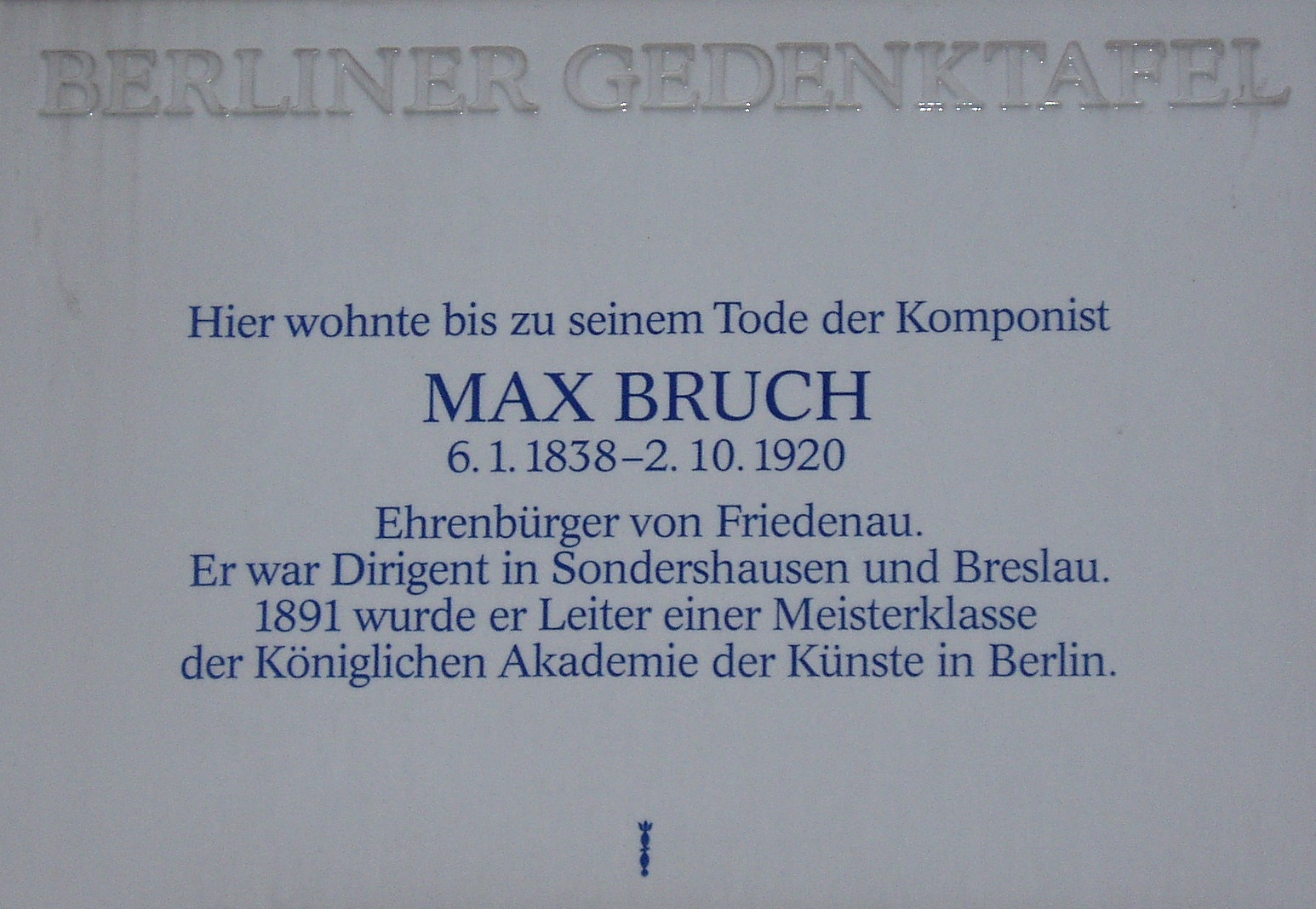
Памятная табличка на доме композитора во Фриденау, Albestraße 3

Почётный гражданин Бергиш-Гладбаха.